# Landesregierung Haslauer jun. III
Die Landesregierung Haslauer jun. III war die Salzburger Landesregierung unter Landeshauptmann Wilfried Haslauer jun. nach der Landtagswahl in Salzburg 2023. Die Regierung wurde am 14. Juni 2023 im Salzburger Landtag angelobt. Am 2. Juli 2025 folgte ihr die Landesregierung Edtstadler nach.

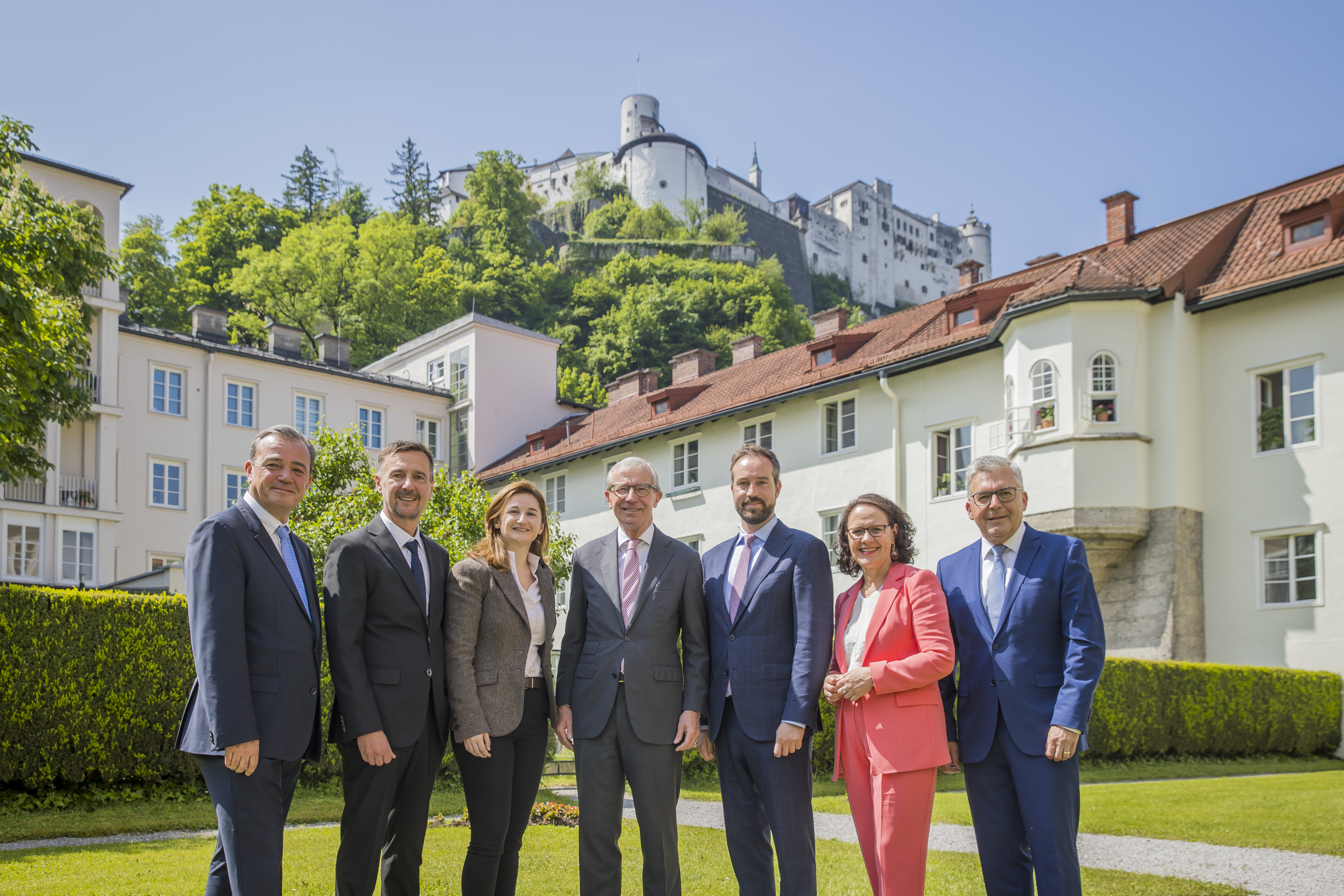
Die neue Salzburger ÖVP-FPÖ-Landesregierung

- ÖVP: 4
- FPÖ: 3

## Regierungsmitglieder
| Amt                                 | Bild | Name              | Partei | Partei | Zuständigkeitsbereiche |
| ----------------------------------- | ---- | ----------------- | ------ | ------ | --- |
| Landeshauptmann                     |      | Wilfried Haslauer |        | ÖVP    | Finanzen und Vermögensverwaltung, Sicherheit und Katastrophenschutz, Angewandte Forschung, Europa, Museen                        |
| 1. Landeshauptmann-Stellvertreterin |      | Marlene Svazek    |        | FPÖ    | Natur- und Umweltschutz, Jagd und Fischerei, Elementarbildung und Kinderbetreuung, Jugend, Familie, Integration und Generationen |
| 2. Landeshauptmann-Stellvertreter   |      | Stefan Schnöll    |        | ÖVP    | Wirtschaft, Tourismus, Gemeinden, Arbeitsmarktpolitik, Infrastruktur und Verkehr, Kultur                                         |
| Landesrat                           |      | Josef Schwaiger   |        | ÖVP    | Landwirtschaft, Wasser, Energie, Nationalpark, Personal, Sonderorganisation Asyl- und Vertriebenenquartiere                      |
| Landesrätin                         |      | Daniela Gutschi   |        | ÖVP    | Bildung, Gesundheit, Frauen, Diversität und Chancengleichheit                                                                    |
| Landesrat                           |      | Christian Pewny   |        | FPÖ    | Soziales, Lebensmittelaufsicht und Verbraucherschutz, Regionalentwicklung und EU-Regionalpolitik, Lehrlingsförderung             |
| Landesrat                           |      | Martin Zauner     |        | FPÖ    | Raumordnung, Wohnen, Grundverkehr, Sport                                                                                         |